# 인문주의 시대의 교육
인문주의 시대의 교육은 14세기부터 15세기에 걸친 인문주의 운동 시기에 이루어진 교육활동을 의미하며, 흔히 르네상스기의 교육, 문예부흥기의 교육이라고 말한다.

## 시대적 배경
흔히 근대의 여명을 알리면서 인간적 정신의 눈부신 각성이 나타난 시대를 ‘다시 태어난다’라는 의미를 가진 ‘르네상스’라는 이름으로 부르지만, 이 용어는 그 시기의 전체적인 특징을 나타내는 데에는 턱없이 부족하다. 르네상스라는 용어는 그 시기의 방대한 활동의 단편적인 측면만을 나타낼 수 있을 뿐이며, 가장 중요한 활동을 대표하지도 못한다. 이 시대의 가장 중요한 특징은 고대적 사고방식과 문물의 부활이 아니라 인간의 자유를 유린해 온 편협한 중세 문명에 대한 저항과 보다 넓고 질 높은 개인의 삶 추구였다.
이 시기 인문주의 운동이 시작된 초기에는 미래를 지향하기보다는 과거로 회귀하려는 움직임이 있었다. 인문주의 운동의 영향을 받은 여러 형식의 예술은 고전적인 작품을 이상형으로 삼았으며, 고대 그리스와 로마의 건축양식을 본 뜬 건축물들이 건설되었다. 단테와 페트라르카는 현대 유럽 문학의 선구자로서 고전문학을 재조명하고 그것에 대한 학습을 장려했다. 이와 마찬가지로, 이 시기의 철학자와 과학자들은 아리스토텔레스의 이론에서 벗어나서 자신들의 독자적인 사상을 정립하려하지 않고 고대 학자들의 이론에 더욱 심취되어갔다. 심지어 과거와의 단절이 가장 두드러졌던 신학분야에서조차 초기 교회를 향한 맹목적인 복귀를 주장하는 경향이 나타났다.
위와 같은 움직임이 일어나는 동안, ‘과거’와는 다른 세계가 나타나고 있었다. 이러한 변화가 가장 대표적인 징조는 국가정신의 출현이었다. 중세인들은 자신 스스로를 도시민이라고 여겼지만, 인문주의 운동이 전개되면서 사람들은 자신들을 국가에 속한다고 여겼고 동시에 도시보다 큰 단위에 속한다는 것은 그 개인의 존재위상을 높여준다고 생각했다. 이러한 국가정신의 확산과 함께, 그 전까지는 비속하고 저열한 것으로 여겨지던 자국어로 쓰인 문학이 등장하게 되었다. 문예부흥의 최전성기가 오기 이전에 이미 단테, 페트라르카, 조반니 보카치오, 초서, 위클리프 등이 자국어 문학의 엄청난 가능성을 입증하였다. 한편, 자연과학 분야에서는 로저 베이컨과 코페르니쿠스와 같은 과학자들에 의해 진정한 ‘연구’가 시작되었다.
이와 같은 두 경우에 작용한 정신은 인문주의로 동일했지만, 그 결과는 매우 달랐다. 앞의 경우는 과거의 재탄생이었지만, 뒤의 경우는 미래의 탄생이었다. 이처럼 재탄생과 탄생을 대조하면 양자가 확연히 구분되는 것 같지만, 사실은 그렇지 않다. 인문주의 시기의 과거에 대한 회귀욕구는 더 좋은 미래에 대한 열망에서 기인한 것이었다. 그렇기는 해도 과거로 되돌아가려는 노력과 미래로 나아가려는 이 두 가지 지향점은 시작될 때부터 대립의 소지를 안고 있었으며, 이 대립은 인문주의 운동이 점차 진행되어 하나의 시대상이 되자 극심해졌다. 당시 대다수의 사람들에겐 어떤 결과가 도출될지도 모르는 새로운 사고방식과 행동양식을 과감히 시도하는 것보다는 과거를 부활시키는 데서 만족을 얻는 편이 훨씬 쉬운 것이었다. 바로 이 이유 때문에 고대에 기초를 둔 사회생활의 양식은 미래를 향한 진보에서 큰 걸림돌로 되었다. 이러한 풍조에 반대하는 당대의 인사들은 새로운 황금시대는 과거가 아니라 미래에 있다고 주장하며 과거의 유산들을 극복해야 한다고 주장하기도 했다.
인문주의 시대와 그 이후 시기의 교육현상을 연구하는 데에는 위에서의 두 가지 방향성을 항시 염두에 두어야 한다. 서양교육사학자 윌리엄 보이드에 의하면, 인문주의 시대 이후 오늘날에 이르기까지 교육의 전개는 바로 그 두 경향의 상호작용과 갈등의 기록이다. 물론, 인문주의 시대 당시에 교육개혁에 열의를 가졌던 인사들에게는 그러한 갈등이 문제점이 아니라 두 개의 가능성이었을 것이다. 즉, 학교와 대학교가 중세의 전통을 청산하고 인문주의 운동으로 인해 새롭게 등장한 학문을 다루느냐, 그렇지 않다면 당시 교육 이외의 분야들이 모두 그러했던 것처럼 과거의 그리스·로마 문학에서 교육을 구하느냐 하는 것이었다. 그러나 대부분의 경우 현실적으로 그들에게 주어진 선택의 길은 후자에 있었다.
현대의 관점에서 인문주의 운동이 의미하는 바는 분명하다. 지난 6~7세기 간 창조된 새로운 문학·과학·정치·사회이념 등은 모두 인문주의에 뿌리를 두고 있지만, 인문주의 시기 초창기에 살았던 사람들에게는 그러한 것들이 나타나 있지 않은 상태였다. 그들은 과거 1,200여년간 전혀 존재하지 않던 새로운 교육을 논의하고 있었던 것이다. 자국어 문학은 막 유년기에 들어선 상태였고, 현대어로 저술된 저작들은 그리스·로마의 위대한 고전과 비교할 수 없을 정도로 조야한 것들이었다. 과학도 저열한 수준이어서, 심각한 연구를 수행하는 과학자는 극소수에 불과했고, 그들이 갖고 있는 지식은 사이비로 여겨졌다. 많은 사람들이 연금술에 집착했고, 지구가 우주의 중심이라는 입장을 버리지 못하고 있었다. 물론, 문학이나 과학 등의 분야에서 미래에 대한 약속과 전망은 충만했다.
그러나 그러한 약속이나 전망으로만 존재하는 지식이 교과가 될 수는 없었다. 그리하여 인문주의 교육자들은 고대 세계의 유산에 관심을 가질 수밖에 없었다. 이러한 관심으로 인해 학생들이 모국어 대신 라틴어를 더 열심히 공부하게 된 것은 교육적으로 불행한 일이지만, 당시 라틴어가 공용어였다는 점을 고려한다면 어느 정도 이해할 수 있다. 뿐만 아니라, 모든 학분 분야의 저술이 라틴어로 되어 있었다는 실용적인 측면을 제외하더라도, 무엇보다 중요한 사실은, 라틴어가 그리스어와 함께 문학을 공부하는 통로였다는 점이다. 그 시대에 학습된 문학은 그 시대의 포부와 열망이 가장 집약되어 있기 때문이다. 인문주의 시대 초중기, 중세에는 억압되어 있던 미와 진리와 자유에 대한 성취가 이루어진 것은 어디까지나 라틴문학의 범주 내였으며, 당대 요청에 부합하는 새로운 정신적 매체가 등장하기 이전까지는 라틴어의 종주화가 계속될 수밖에 없었다.

## 이탈리아의 인문주의 교육
14세기 이탈리아의 페트라르카로부터 시작된 문예부흥은 시작과 동시에 교육에 영향을 미쳤다. 위대한 고전 작품의 필사본을 갖고 있으면서 그것을 해석할 능력을 지니고 있는 학자에게는 수많은 청년들이 몰려들었다. 이 청년들은 대부분 이탈리아 출신으로, 스스로를 로마 제국의 정신적 상속자로 자처하고 있었다. 이러한 경향을 통해 라틴 고전은, 약 20그러나 볼로냐 대학교를 비롯한 이탈리아 지역의 대학교는 그러한 경향에 아무런 기여를 하지 않았다. 당시 그러한 각성의 중심지는 문학 연구에 열정을 가진 사람이나 이런 열정을 가진 사람을 후원하여 명성을 얻고 싶어 하는 인사가 있는 도시나 궁정이었다. 메디치 가문이 있는 피렌체가 가장 대표적인 중심지였다. 유럽에서 문학에 대한 열성이 대두되지 않은 1348년에 이미 피렌체는 문예진흥을 위한 대학교를 설립하였고, 1396년에는 콘스탄티노폴리스에서 온 클리솔로라스(Manuel Chrysoloras)를 그 대학에 초빙하여 그리스 문학을 인문주의 운동에 융합시켰다. 또한, 15세기 후반 메디치 가문 출신인 로렌초 치하에서는 아테네의 아카데메이아를 모방한 학교가 피렌체 대학교에 부설학교로서 가설되었고, 이 학교에 유럽에서 수많은 학자들이 몰려들어 기독교 사상이 가미된 플라톤 철학이 보급되는 전기가 마련되었다.
문예 진흥의 방면에서 선구적인 역할을 한 것은 피렌체였지만, 파도바나 베네치아와 같이 피렌체 이상가는 학문적 구심점이 이탈리아 곳곳에 등장하였다. 특히, 로마나 나폴리는 피렌체와 학풍은 다르지만 규모가 큰 학교가 들어서기도 했다. 이처럼 인문주의 사상은 이탈리아 전역으로 확산되어 다양한 형식으로 대중의 삶속에 파고들었으며, 이러한 인문주의적 형식 중에는 공공연하게 이교도적인 색채를 띠는 것도 있었다.
여러 문헌 기록에 의하면, 다시의 학교들은 이 새로운 문학적 관심에 즉각적인 관심을 표명한 것으로 여겨진다. 이탈리아 남부의 학교들은 북부의 학교들에 비해 새로운 변화에 적응하기위한 노력을 상대적으로 적게 들여도 괜찮았다. 이탈리아 남부의 학교의 교원 대부분은 성직자가 아닌 일반인들로 구성되어 새로운 정신과 사고를 유연하게 받아들일 수 있었다. 또한, 이탈리아 남부지역은 본래 라틴어와 라틴문학의 본산지로서, 라틴 문학을 외래 문화로 받아들인 이탈리아 북부와 달리, 그것들을 본래적 의미로 받아들일 수 있었다.
인문주의적 교육 이상을 표명한 최초의 인물은 1390년대 파도바 대학교의 논리학 교수 피에트로 파올로 베르게리오(Pier Paolo Vergerio)였다. 그가 교육 진흥을 위하여 한 일은 두 가지였다. 하나는 퀸틸리아누스의 《웅변교수론》의 주석서를 편찬한 것이고, 다른 하나는 《신사의 처신과 자유교과》라는 책을 저술한 것이다. 앞의 일은 고대 로마의 위대한 교원이었던 퀸틸리아누스의 교육적 이상을 널리알렸으며, 이로 이해 퀸틸리아누스의 그 저작은 그것이 처음 나왔을 때보다 더 중요한 의미를 지니고 새로운 문화의 원천으로 되었다. 실제로 당시 유럽의 수많은 학생과 학자들은 퀸틸리아누스의 《웅변교수론》을 공부하고, 여기서 새로운 정신과 이념을 찾고자 했다. 한편, 베르게리오의 《신사의 처신과 자유교과》란 저서는 인문주의 교육의 목적과 방법을 종합적으로 요약한 것으로서, 그 책이 출간된 두 세기 간 굉장한 인기를 누렸다. 사실 이 책은 파도바 영주의 아들의 교육을 위해 쓰인 책인데, 당시로부터 12세기 전 로마 시대의 동일 계급의 청년을 대상으로 한 퀸틸리아누스의 교육 방침을 그대로 되풀이하고 있다. 퀸틸리아누스의 견해와 마찬가지로, 이 책에서도 정계에 입문할 사람은 원만한 전인교육을 받아야 한다는 것이 역설되어 있고, 교과내용은 학생 개인`의 성향과 생물학적 수준에 맞게 조절되어야 한다고 쓰여있다.
베르게리오는 학문과 품행을 공부의 2대목표로 설정하면서 학문은 도덕에 종속된다고 보고 있다. 그에 의하면, 자유 교육은 ‘몸과 마음의 가장 높은 천부의 능력, 인간을 고귀하게 만들며 덕 다음으로 존귀한 자리를 차지하는 그러한 능력을 이끌어내고 훈련하고 발달시키는 교육’을 의미한다. 베르게리오는 군생활이나 육체의 이성적 통제를 위한 신체적 훈련을 도외시하지는 않았지만, 주로 문학적・사장적 교과를 중시하였다. 그가 제시하는 교육과정은 상당히 변형된 형태의 7자유교과였다. 이 베르게리오가 제시한 교과 중 기본적인 것은 역사학, 윤리학, 웅변술이었는데, 웅변술은 문법, 작문, 논리학이 포함된 과목이었다. 대수학, 기하학, 음악학, 천문학은 부가교과로 되어이었었고, 시문학은 여가 활동의 하나였다. 베르게리오는 이러한 교육과정에서 문학과 문체에 대해 새로운 지점을 강조하였다. 다음은 이 강조점이 나타나있는 베르게리오의 발언이다.
| “ | 문학은 사실을 드러낼 뿐만 아니라 사상과 그 표현을 드러내기도 한다. 만약 그 사상이 가치 있는 것이고, 또 가치 있는 방식으로 표현되어 있다면, 그 사상과 그 표현은 결코 사라지는 일이 없을 것이다. … 문학에 의하여 과거와 현재와 심지어 미래까지를 우리의 것으로 만드는 이 힘 이외에, 우리가 인생에서 추구할 것이 또 어디에 있겠는가? | ” |

베르게리오의 주장이 중요한 또 하나의 이유는 자연에 대한 새로운 인식이 담겨있다는 점이다. 중세 시대 4과가 명맥만을 유지해 온 데 비해, 베르게리오에 의해 4과가 가치 있는 교과로 인식되게 되었다. 그는 자연과학 교과에 대해 다음과 같이 말한 바 있다.
| “ | 자연에 대한 지식, 하늘과 땅에 있는 사물의 법칙과 성질, 그 원인과 변화의 결과 ─ 이것은 젊은이들에게 가장 즐겁고 또 가장 유익한 공부이다. | ” |

베르게리오의 훌륭한 교육이론이 실제로 구현된 것은 15세기 들어 최초의 현대적 교사라 불리는 펠트레의 비토리노(Vittorino da Feltre)에 의해서였다. 베르게리오와 비토리노의 활동 사이 기간에 플루타르코스의 《교육론》번역본이 발행되었고, 퀸틸리아누스의 모든 저작이 책으로 출판되었으며, 그동안 발견되지 않던 키케로의 웅변술에 대한 저작이 발견되어 발행되었다. 이러한 상황에서 교육에 대한 새로운 아이디어를 직접 행동에 옮기기에 비토리노는 매우 적합한 인물이었다.
비토리노는 18세에 파도바 대학교에 입학했는데, 거기서 페트라르카의 제자인 라벤나의 지오바니(Giovanni of Ravenna)가 지도하는 강의를 수강하였고, 바르지차(Gasparinus de Bergamo)의 문하생으로 들어갔다. 비토리노는 그 두 명의 고명한 학자들과의 교류 속에서 키케로의 정신이란 무엇인지 알게 되었고, 당대에 가장 수준 높은 수준의 라틴어 교육을 받을 수 있었다. 문학 학위를 받은 비토리노는 당대의 대학교에서 정식 전공학문으로 인정받지 못하던 수학을 공부하였다. 그는 모교에서 20여년간 문법과 수학 교원으로 일한 뒤, 베네치아의 구아리노 학교에 가서 학생들을 가르치는 동시에 고대 그리스의 지식을 연구하였다. 구아리노 학교에서 고대 그리스의 지식에 대해 광범위한 연구를 하던 비토리노는 만토바의 영주였던 지안 프란체스코 곤자고(Francesco I Gonzaga, Marquess of Mantua)의 가정 교사로 고용되었다. 비토리노는 곤자고의 별장을 자신만의 학교로 삼았으며, 그 별장을 ‘기쁨의 집(House of Joy)'라 명명하였다. 비토리노가 기쁨의 집에서 지도한 학생 대부분은 귀족 계급 출신이었지만, 이후에는 형편이 어려운 학생들 중 두뇌가 비상한 학생들을 무료로 지도하였다.
비토리노가 생각한 지적 학습의 기초는 라틴어와 그리스어로 씌인 고전을 광범위하면서도 세밀하게 공부하는 것이었다. 이러한 고전은 문학적으로도 훌륭한 동시에 내용적으로도 도덕적 결점이 없는 것이어야 했다. 비토리노는 이와 같은 고전 강독뿐만 아니라 라틴어와 작문과 연설도 매우 중시하였다. 그러나 비토리노가 제시한 교육과정은 고전 문학 공부에 국한된 것이 아니라 고대의 역사와 철학, 4과를 포함하고 있었다. 이처럼 비토리노의 교육과정이 여러 학문 분야를 다루고 있긴 하지만, 자국어 학습에 대한 배려가 전혀 없다는 점은 특기할만하다.
한편, 위와 같은 학문적 소양을 쌓는 것과 함께 게임이나 운동을 통한 엄격한 신체 단련이 이루어졌다. 이 신체 단련은 궁중에서의 귀족 생활을 영위하기 위한 필수 요소로, 비토리노의 신체 단련 교육은 신체적 완성이라는 고대 그리스의 정신이 가미되어 있었다.
비토리노가 제시한 모든 교육 활동의 기저에는 예배라는 기독교적 정신이 놓여있었다. 비토리노 그 자신이 보인 모범은 그러한 기독교적 정신이 생생한 의미로 될 수 있도록 하였다. 사실상, 비토리노의 고명한 인격은 그의 학교의 성공 그 자체였던 것이다. 그가 올바른 교과를 선택하고, 그 교과들을 가르치는 올바른 방식을 모색하는데 각별한 관심을 기울인 점은 사실이지만, 그가 제시한 교육과정과 교수방법론은 고정된 것이 아니었다. 비토리노가 높은 사회적 의무감과 각자의 재능을 고도로 발휘하는 학자와 시민을 길러낼 수 있었던 점은 이러한 특징들을 지닌 자신만의 교육을 직접 이끌었기 때문이다.
당시 이러한 비토리노의 학교와 비슷한 학교들이 여러개 있었지만, 비토리노의 학교만이 인문주의 교육의 이상을 가장 완전하게 구현하고 있었다. 자유교육을 통한 완전한 인간과 충량한 시민을 길러내야한다는 주장을 골자로하는 논문이나 저서는 끊임없이 쏟아져 나왔지만, 이러한 상황에도 불구하고 이후의 학교들은 어느 것도 비토리노의 학교 수준에 미치지 못하였다.
위와 같은 일종의 교육적 쇠퇴는 비토리노의 동료였던 구아리노(Guarino da Verona)의 활동에서 그 시작을 찾아 볼 수 있다. 구아리노는 크리솔로라스(Manuel Chrysoloras)의 가정에서 5년간 그리스어를 무상으로 배웠으며, 파도바 대학교에서 라벤나의 지오바니의 강좌를 수강하면서 베르게리오의 사상에 깊이 심취하였다. 이후 구아리노는 모교에서 대학 교원으로 복무하다가 페라라 궁정학교(Ferara Court School)의 교장이 되어 사망할 때까지 그 교장직을 수행하였다. 이처럼 비토리노와 구아리노의 일생은 상당히 유사했지만, 구아리노의 교육관은 비토리노의 교육관과 많은 차이점을 보였으며, 그러한 차이는 당대인들도 명백히 느낄 수 있을 정도였다. 구아리노에게 고전 문학 공부는 선량한 인간의 전면적(全面的) 발달을 이끄는 수단의 의미를 넘어서서 그 자체가 목적이었다.
구아리노의 교육적 입장은 구아리노의 막내 아들이 그 아버지의 교육활동에 대하여 기록한 「교육의 방법과 고전 작가의 작품을 읽는 방법」이라는 짧은 논문에 잘 나타나있다. 여기서 ‘교육의 방법’이라는 것이 그 저자 자신의 순수한 견해라기보단 그의 아버지인 구아리노의 견해를 발전시킨 것이지만, ‘방법’을 문제삼았다는 것 그 자체는 특기할 만한 사실이다. 사실상, 당대의 상황으로 보아 교육 방법에 대한 관심이 대두되는 것은 당연한 상황이었다.
그와 같은 교육방법에 대한 관심의 대두는 수업의 형식에 큰 관심을 기울이면서 수업의 내용을 부차적인 요소로 격하시키는 결과를 가져왔다. 한편, 구아리노는 교과의 중요성은 내용에 의해 결정되는 것이 아니라 그 교과를 교육받은 사람의 자질로서 결정된다는 입장을 취함으로써 교육과 현실의 단절을 가져왔다. 이에 대해 구아리노의 막내 아들은 자신의 논문에서 아래와 같이 쓰고 있다.
| “ | 이상에서 본인 은 라틴 운문을 쓰는 능력은 교육받은 사람의 한 가지 필수불가결한 특징이 된다고 말하였다. 이제 본인은 그에 못지않게 중요한 둘째 특징을 말하고자 한다. 그것은 그리스의 언어와 문학에 대한 지식이다. | ” |

위 기록에 의하며느 라틴어 운문은 형식을 공부하기 위한 공부인 것은 당연하고, 고대 그리스의 지식 또한 형식 공부의 중요한 수단이었다. 구아리노의 일차적 관심은 고대 그리스의 문학을 알게 하는 데 있는 것이 아니었다. 구아리노는 그러한 고대 그리스 문학의 단어와 성구(成句)가 라틴어를 이해하는 데 도움이 된다고 생각했다. 구아리노가 제시한 교육의 방법은 바로 이러한 생각에서 시작된 것이다.
구아리노는 ‘교육의 기초는 문법을 다지는 것이다.’라고 말했으며, 문법 교과는 여러 품사를 올바르게 사용하는 규칙, 역사 서술과 같은 연속적인 산문을 연구하는 두 가지 사항을 포함해야 한다고 주장했다. 또한 구아리노는 율독의 규칙을 공부하고 난 후 라틴어 운문을 쓸 것과 운문을 쓰고 난 뒤에는 유명 시인의 작품을 읽어 자신의 것과 비교 할 것을 권장하였다. 물론, 이러한 작문 훈련 이전에는 문법과 운율 규칙을 완벽히 아는 것이 전제되어 있던 것이다. 그러나 이처럼 실제 사태에서 사용되는 언어적 맥락에서 유리되어 언어 규칙을 공부하거나 문학 작품을 읽기 전에 문학 독해 방법에 집착하는 것은 형식주의에 수반되는 수많은 교육적 폐단을 불러왔다. 즉, 형식에 대한 공부가 절대화되어, 공부 내용이 가질 수 있는 인간적 가치가 도외시되어 버렸던 것이다.
구아리노 가 제시한 문법의 예비훈련이 문학 감상에 해가 되었는지의 여부는 판단하기가 쉽지 않다. 그러나 구아리노의 아들 세대에 언어에 대한 분석적 연구가 고도로 정교화된 점을 고려하면, 문법 학습의 문학 감상에 대한 해악이 단순한 기우에 그치는 정도였다고만은 볼 수 없다. 비토리노의 후기 제자인 페로티(Niccolò Perotti)가 라틴 시작법에 대해 쓴 논문인 「운율론」과 라틴어 문법에 대한 저서인 《기본문법》을 쓴 것은 그러한 기우가 현실화 되고 있음을 나타낸다. 페로티의 저작들이 매우 우수하다는 것은 널리 인정받고 있는 사항이지만, 수사학의 기초를 설명하는 부분을 13가지로 분류한 것은 그의 저술들의 성격을 대변하고 있다.
이러한 언어의 형식적 측면에 대한 강조는 후대인들에 의해 더욱 두드러지게 나타나게 되었으며, 이후 라틴 작문에서의 자유나 창발성과 같은 것들은 완전히 사라지게 되었다.
이 시기 교육의 쇠퇴로 나타난 현상으로는 키케로의 문체를 작문의 유일한 전범으로 삼는 키케로 저작 교조주의가 대두된 것이 가장 대표적이다. 퀸틸리아누스의 뒤를 이어 비토리노와 구아리노는 물론, 페로티와 같은 문법학자둘도 키케로의 편지와 수사학적 저작을 완벽한 라틴 문학의 표준이라고 생각하였다. 실제로, 비토리노는 자신의 젊은 제자를 향해 ‘절대로 키케로에서 이탈하지 말라(A CICERONE NUNQUAM DISCEDENDUM)’라는 말을 남기기도 하였다. 그러나 이와 같은 키케로 저작 교조주의 하에서도 키케로만을 유일한 규준으로 삼거나 순전히 형식만을 취하고 내용을 완전히 도외시한 사람을 매우 드물었다.
키케로 저작 교조주의를 실제로 전파한 사람들은 키케로주의자로, 이들은 15세기 말경에 등장했다. 키케로주의자들은 키케로의 저서에 등장하지 않는 단어와 어구를 철저히 배제하고 키케로의 문체와 형식을 유일한 학문적 탐구 분야로 설정하였다.
그러한 키케로주의자들과 반대되는 진영에서는 안젤로 폴리치아노를 중심으로 ‘키케로를 흉내내는 일’에 코웃음을 쳤다. 폴리치아노는 키케로주의자들을 두고 아래와 같은 말을 하였다.
| “ | 누군가가 본인에게 “당신은 키케로를 표현하지 아니한다.”라고 말한다면, 그것에 대한 나의 대답은 “본인은 키케로가 아니며, 본인이 표현하는 것은 본인 자신일 뿐이다.”라는 것이다. | ” |

또 다른 쪽 진영에서는 피에트로 벰보와 같은 자들이 기독교적인 내용을 표현하는 데도 키케로가 사용한 것과 같은 이교도적인 용어를 사용하는데 집착하기도 하였다. 벰보는 자신의 저작에서 시의회 의원들을 ‘등록된 성부’, 성모 마리아를 ‘여신’, 수녀를 ‘베스타의 처녀’ 등과 같은 수사학적 기법을 사용하여 표기하였다.
1528년 키케로에 대한 맹목적인 추종을 거부하고, 초기 키케로주의자의 태도로 돌아갈 것을 주장하는 데시데리위스 에라스뮈스의 《키케로주의자》가 출판되었다. 이 저서의 출판으로 인해 키케로에 대한 여러 진영의 논쟁이 촉발되었고, 이 논쟁은 이탈리아 전역을 넘어 전 유럽으로 확대되었다. 이 논쟁의 결말은 건전한 방향으로 내려지긴 했지만, 인문주의 운동 자체에 내재되어 있던 취약점을 드러나는 계기를 제공하였다. 한편, 이 논쟁이 가져다 준 학문과 교육의 분위기 전변은 고대 문학에 대한 열정을 통하여 중세의 질곡으로부터 인간의 마음을 해방시키려던 분위기가 사라지고, 문학적 규칙과 형식이 교육의 중핵을 차지하는 불행한 사태를 가져왔다.

## 북부 유럽에서의 인문주의 교육의 시작
북부 유럽의 인문주의 운동은 1430년대부터 1600년 사이의 기간 동안 일어났으며, 그 양상은 인문주의 운동의 본산이었던 이탈리아의 양상과 판이하게 달랐다. 북부 유럽에서는 이탈리아와 같이 여러 천재적 인재를 배출하지도 못했고, 삶에 대한 새로운 약동도 없었으며, 미켈란젤로나 레오나르도 다 빈치와 같은 인물이 관심을 보였던 자연과 인간에 대한 탐구고 없었고, 최소한 종교개혁 이전에는 14~15세기의 이탈리아에서 찾아볼 수 있었던 것과 같은 개성의 열렬한 표출도 전무했다.
북부 유럽에서의 인문주의 운동은 여기저기 흩어진 소규모의 예술가와 학자 집단 사이에서만 일어나는 은밀한 활동이었다. 이들 집단은 세속과 유리되어 독자적인 삶과 활동을 해나가면서 알프스 남부의 인문주의자들과 직간접적으로 교신하고 있었다. 이처럼 북부 유럽에서의 인문주의 운동이 제약적인 것이었지만, 그 영향력은 인간 활동의 거의 모든 영역에서, 특히 학문과 교육, 종교 분야에서 중대한 영향을 행사하고 있었다.
북부 유럽에서 인문주의 운동이 시작된 것이 다소 늦기는 했지만, 실제적 성향을 가진 북부 유럽인들은 새로운 생활방식에 대한 강렬한 갈구를 하였으며, 이는 이후 인문주의를 북부 유럽에 이식하는 데 막대한 추진력으로 작용해 북부 유럽 특유의 문화를 이룩하는데 공헌했다.
북부 유럽에서 인문주의 교육이 본격화되기 직전에 학교는 이미 교회의 영향력에서 세속의 영향 하로 넘어가 있었다. 이처럼 학교가 시 당국의 통제를 받고 성직자가 아닌 일반인이 교원이 되게 된 데는 중요한 의미가 있겠지만, 당시의 교육적 성격은 크게 바뀌지 않고 있었다. 고대의 낡은 문법과 수사학 교과는 여전히 학생들을 압박하고 있었고, 투박한 중세식 라틴어는 언어의 심미적 기능과 아무런 연관이 없이 계속 전수되고 있었다. 15세기 후반에 들어 문예부흥 풍조가 대부분의 학자들에게 전파되었을 때에 가서야 비로소 학교와 대학교가 그러한 상황을 극복하고 새로운 시대정신에 반응하기 시작했다.
북부 유럽에서 처음으로 인문주의 운동이 시작된 곳은 네덜란드였다. 홀란드와 플란더즈 지역의 여러 자유도시들은 상공업으로 부를 축적한 중산시민계급이 통제하고 있었으며 이러한 점은 네덜란드가 인문주의를 받아들이는 데 장점으로 작용했다. 네덜란드의 자유도시들은 이탈리아로부터 유입되는 인문주의를 받아들여 독자적으로 발전시켜 나갈 수 있었던 것이다. 이 점과 관련하여 가장 주목할만한 것은 네덜란드에서의 교육적 성과였다. 이미 13세기에 네덜란드에는 시영학교(municipal school)가 있었으며, 15세기 인문주의적 교육을 가장 먼저 받아들인 것도 네덜란드의 학교였다.
네덜란드의 학교들이 북부 유럽에서 인문주의적 교육을 가장 먼저 받아들인 데에는 공동생활 형제단[Brethren of the Common Life]이라는 신흥 종교 단체의 기여가 컸다. 이들이 제시한 훌륭한 학교제도가 일반화되면서 교육이 새로운 모습으로 나아갈 기회가 생겼던 것이다.
공동생활 형제단은 1367년 홀란드 지방의 더벤터의 게어트 그로트[Geert Groot of Deventer]라는 자가 자선과 봉사를 목적으로 조직한 신앙 단체 로, 다른 종교단체들이 그 구성원들에게 받는 헌신 서약을 받지 않는 특이한 면이 있었다. 이 단체가 교육사업을 시작한 계기는 당시 더벤터의 학교에 다니는 학생들 중 주위 환경으로 인해 도덕적 위험에 처해있는 학생들을 보호하기 위해 설립한 소년 보호소였다. 공동생활 형제단은 이 보호소의 학생들의 생활을 돕고 공부를 보조해주는 과정에서 보호소 학생들이 다니는 학교의 감독과 지도를 하게 되었다. 학교 감독 단체로서의 공동생활 형제단의 명성이 알려지자 더벤터 이외의 도시들이 이 단체를 자신의 도시에 초청하여 학교의 감독과 지도를 위탁하게 되었다. 15세기 말경에 이르러서는 네덜란드와 독일 서부 지역의 수많은 학교들이 공동생활 형제단의 감독을 받았다.
당대 북부 유럽에서 저명한 학자와 인사 대부분이 공동생활 형제단의 감독을 받는 학교 출신이라는 점은 이 단체의 감독 방침과 그 감독을 받은 학교가 대단히 우수했음을 나타내준다. 그러나 교육에 대한 이들의 기여가 단순히 그들의 손을 거쳐 간 명사들의 숫자에 의해 평가되는 것은 아니다. 이 공동생활 형제단이 교육사에서 영광의 자리를 차지하는 근거는 그들이 여러 학교들에 일으킨 교육의 변화, 즉 교육과정에 인문학 교과를 도입하였다는 것과 새로운 학교 조직 체계를 성공적으로 이식했다는 데 있다.
사실 공동생활 형제단이 처음부터 인문학의 학교 교과로의 도입을 꾀하지는 않았다. 공동생활 형제단의 핵심 집행부였던 게이트 그로트나 토마스 아 켐피스와 같은 자들의 주된 관심사는 도덕과 종교였다. 그러나 새로운 사람들이 집행부로 들어오게 되면서 새로운 아이디어를 폭넓게 수용하였고, 이 과정에서 교원 들에게 이탈리아 최고의 학교 교육과정을 도입하는 것을 독려하였다.
공동생활 형제단의 교육사적 업적 중 정말 중요한 또 하나의 것은 학교의 교육 활동을 세밀하게 조직했다는 점이다. 이는 이탈리아의 학교들에서도 찾아볼 수 없는 특징이었다. 이탈리아의 인문주의 학교들은 각각 나름의 규정을 갖고 서로 상이하게 운영되었다. 이는 전제적으로 운영되는 이탈리아 도시의 특징을 반영하는 것이다. 한 도시가 하나의 전제권력에 의해 통제되기 때문에 권력자의 성격에 따라 학교의 성격이 상이했던 것이다. 반면 북부 유럽의 도시는 민주적인 방식으로 운영되었기 때문에 공동생활 형제단이 제시하는 표준화된 학교제도를 도입하기 쉬웠다.
북부 유럽에서의 학교의 성장과 발전은 공동체의 기여가 컸지만, 더벤터 학교장을 역임한 알렉산더 헤기우스[Alexander Hegius]라는 한 개인의 기여가 막대했다. 알렉산더 헤기우스는 원래부터 뛰어난 학자는 아니었다. 그는 40세에 이르러서야 비로소 인문학 공부를 하게 되었다. 그러나 그가 인문학 연구를 하기 시작하자, 그는 인문학을 학교 교과로 도입하는데 엄청난 열성을 보였다. 알렉산더 헤기우스는 그리스어와 그리스 문학을 중시하여 그것을 학교의 교과로 가져왔다. 한편, 라틴어 교육의 방법을 문법을 시와 도덕의 이해를 위한 수단으로 바꾸는 형식으로 개선하려 하였다.
이러한 알렉산더 헤기우스의 학교제도 개선은 이탈리아의 유수한 학교와 비교한다면 형편없는 것에 불과한 것일 수 있다. 실제로 알렉산더 헤기우스가 교장으로 있던 학교에 다닌 에라스뮈스는 알렉산더 헤기우스 그 개인에 대한 존경심을 갖고 있지만, 그의 학교는 야만 상태에 있는 것임은 틀림없다고 말하였다. 그러나 에라스뮈스가 본 학교의 모습은 변화의 시작 시기의 것이었으며, 에라스뮈스 생애동안 학교의 진보가 이루어졌음은 부인할 수 없는 사실이다. 또한 알렉산더 헤기우스의  학교에 대한 진정한 공헌은 교육내용에 있는 것이 아니라 학교 조직 개편에 있었다.
헤기우스는 그의 학교에 구름같이 모여드는 학생들을 효과적으로 교육하기 위해 8개학년 학제를 창안하였다. 1학년은 초급문법, 2학년은 기초적인 수준의 저작을 모아둔 선집, 3학년은 라틴어 산문 작품을 쉽게 고쳐 쓴 작품 선집, 4학년은 역사가의 저술과 기초 그리스어, 5학년은 고급 그리스어, 논리학과 수사학, 산문(원문), 6학년은 그리스 문학, 그리스어 작문, 고급 논리학과 고급 수사학, 7학년은 유클리드 기하학, 플라톤과 아리스토텔레스의 철학, 로마법, 8학년은 신학을 공부하였다. 이러한 교육과정은 헤기우스의 영향력 아래에 있는 수많은 학교로 전파되었다. 이와 같은 조직화된 교육 과정은 학생들의 지적 측면과 도덕적 측면을 모두 발달할 수 있게 하였으며, 교과내용을 학년별로 분산시킴에 따라 학생들의 과중한 학업부담을 덜어 주었다. 한편, 각 학년은 한개의 학급으로 편제된 것이 아니라 10인이 한 조를 이루어, 각 조에서 가장 나이가 많은 학생이 조장의 역할을 하였다.